# World Soccer Magazine
World Soccer es una revista sobre fútbol publicada por IPC Media. Desde 1982 otorgan el Premio World Soccer al mejor jugador del mundo. Además concede anualmente los premios al mejor entrenador, el mejor equipo, mejor árbitro y al mejor jugador joven.